# 小枝ヒカル
小枝 ヒカル（こえだ ひかる、1982年3月3日 - ）は、日本の元AV女優。
神奈川県出身。

## 略歴
- 2001年 - 『ヴァージンピンク』でKUKIよりAVデビュー。
- 2002年 - 『AV-X 究極AV秘伝の書』でMOODYZよりセルデビュー。

現在は引退している。

## 作品

### アダルトビデオ
- ヴァージンピンク（2001年6月29日、KUKI）
- fresh mint（2001年7月15日、KUKI）
- 新・妹の下着26（2001年8月10日、KUKI）
- レイプ!花のお天気お姉さん 4（2001年9月22日、h.m.p）
- 愛レイプ（2001年10月26日、h.m.p）
- BlueEyes（2002年2月15日、トキワコーポレーション）
- 妹の下着（2002年2月28日、KUKI）他多数出演
- AV-X 究極AV秘伝の書（2002年3月1日、MOODYZ）
- スカートの中の欲望（2002年4月1日、MOODYZ）
- Angel 小枝ヒカル（2002年5月1日、アイデアポケット）共演:倉田和来
- Angel 倉田和来（2002年5月1日、アイデアポケット）共演:倉田和来
- A Four Leaf Clover 03（2002年5月18日、麒麟堂）
- 国際女捜査官（2002年8月4日、アイエナジー）共演:恵美梨、朝倉まりあ
- 真夜中の実録事件簿（2002年8月17日、アイエナジー）他7名出演
- ナーススペシャル 監禁病棟（2002年10月5日、アイエナジー）共演:恵美梨、朝倉まりあ
- プライベートエクスタシー（2002年10月5日、トランスコーポレーション）
- ぶっかけ物語（2003年2月1日、麒麟堂）他出演:宝来みゆき、岡崎美女、北原梨奈
- 中出し物語（2003年11月5日、麒麟堂）他出演:星川みなみ、宮下希帆、堤さやか